# Никола Живановић
Никола Живановић (Крагујевац, 19. јун 1979) српски је песник.

## Биографија
Никола Живановић рођен је 1979. у Крагујевцу. Завршио је општу књижевност са теоријом књижевности. Од 2003. године, са прекидима, живи у Београду. Осим поезије објавио је и велики број есеја, критичких текстова и превода светских песника. Редовни је сарадник часописа Поезија, Писмо, Мостови, Београдски књижевни часопис, Кораци, Повеља, Летопис Матице српске, Поља и других. Пише и за Политику. Збирку песама, Астапово, критика је једнодушно препознала као једно од најзначајнијих песничких остварења на српском језику последњих година. Песме су му превођене на више страних језика (француски, шпански, немачки, пољски, словеначки и други), а заступљене су у већем броју антологија. У часопису Сент из Новог Пазара који уређује Енес Халиловић изашао је тематски број посвећен његовој поезији.
Живи и ствара у Београду.

## Дела

### Збирке песама
- Алеја часовника, Крагујевац, Погледи, (са Александрем Шаранцем. 1998.  978-86-82235-18-7.
- Нарцисове љубавне песме, Крагујевац, аутор. 1999.
- Астапово, Краљево, Народна библиотека "Стефан Првовенчани". 2009.  978-86-83047-95-6.
- Астапово, 2. изд., Крагујевац : Кораци. 2010.  978-86-86685-52-0.
- Carmina Galli, Краљево : Народна библиотека "Стефан Првовенчани". 2014.  978-86-81355-62-6.
- 22, Краљево : Народна библиотека "Стефан Првовенчани". 2019.  978-86-80522-61-6.
- Песме и поеме : избор (2009–2019), Крагујевац : Кораци. 2019.  978-86-86685-83-4.
- Песме и поеме : избор (2009–2019), Краљево : Центар за афирмацију стваралаштва Поетикум. 2020.  978-86-81722-10-7.
- Ђулићи и увеоци, Младеновац : Друштво за афирмацију културе Пресинг. 2020.  978-86-6341-490-7.

### Преводи

#### Поезија
- Хофманстал, Хуго фон, Балада о животу (превод Никола Живковић ; препев Никола Живановић, Владимир Јагличић), Крагујевац, Књижевни клуб "Катарина Богдановић". 2000.
- Антологија имажистичке поезије (2009, темат у часопису Градина) ISSN 0436-2616
- Džojs, Džejms, Sabrane pesme, Beograd : Mali vrt. 2015.  978-86-85639-26-5.
- Хјуз, Тед, Гавранова теологија, Београд : Мали врт. 2018.  978-86-85639-41-8.

#### Проза
- Helgason, Halgrimur, Priručnik plaćenog ubice za čišćenje kuće, Beograd, Dereta. 2016.  978-86-6457-095-4.
- Čeng, Džek, Vidimo se u Kosmosu, Beograd, Dereta. 2017.  978-86-6457-133-3.
- Palasio, R. H., Agi & ja : tri priče o Čudu, Beograd, Dereta. 2018.  978-86-6457-183-8.
- Boven, Džejms, Ulični mačak Bob, Beograd, Dereta. 2018.  978-86-6457-177-7.

## Награде и признања
- За есеј Границе тумачења Кафкиног процеса добио је прву награду часописа Улазница из Зрењанина.
- За збирку песама Астапово добио је награду Трећег трга за поезију.
- За збирку песама Carmina Galli добио је награду Бранко Миљковић.[3]
- Перо деспота Стефана Лазаревића[4]